# Stade Léopold Sédar Senghor
Het Stade Léopold Sédar Senghor is een stadion in Dakar, de hoofdstad van Senegal. Het stadion wordt vooral gebruikt voor voetbalwedstrijden, maar kan ook worden ingezet voor bijvoorbeeld atletiek- of rugbywedstrijden. Zo werd er in 1998 de Afrikaans kampioenschappen atletiek gehouden. De club ASC Jeanne d'Arc speelt er zijn thuiswedstrijden evenals het nationale voetbalelftal. Het stadion, dat gebouwd is in 1985, biedt plek aan 60.000 toeschouwers. Het stadion is vernoemd naar Léopold Senghor, die was van 1960 tot 1980 president van Senegal.

## Afrikaans kampioenschap voetbal 1992
In 1992 werden in dit stadion (toen heette het stadion nog Stade de l'Amitié) voetbalwedstrijden voor de Afrika Cup van dat jaar gespeeld. Eerst werden de wedstrijden in poule A en B afgewerkt en later op dat toernooi ook alle wedstrijden in de knock-outfase. In de finale moest Ivoorkust tegen Ghana spelen en wedstrijd eindigde na 0–0 gelijkspel in strafschoppen. Ivoorkust zou het toernooi winnen.
| №  | Datum           | Wedstrijd                 | Uitslag            | Afrika Cup 1992 | Toeschouwers |
| -- | --------------- | ------------------------- | ------------------ | --------------- | ------------ |
| 1  | 12 januari 1992 | Nigeria – Senegal         | 2 – 1              | Groepsfase      | 60.000       |
| 2  | 12 januari 1992 | Kameroen – Marokko        | 1 – 0              | Groepsfase      | 60.000       |
| 3  | 14 januari 1992 | Nigeria – Kenia           | 2 – 1              | Groepsfase      | 5.000        |
| 4  | 14 januari 1992 | Marokko – Zaïre           | 1 – 1              | Groepsfase      | 5.000        |
| 5  | 16 januari 1992 | Senegal – Kenia           | 3 – 0              | Groepsfase      | 50.000       |
| 6  | 16 januari 1992 | Kameroen – Zaïre          | 1 – 1              | Groepsfase      | 10.000       |
| 7  | 19 januari 1992 | Nigeria – Zaïre           | 1 – 0              | Kwartfinale     | 10.000       |
| 8  | 19 januari 1992 | Kameroen – Senegal        | 1 – 0              | Kwartfinale     | 35.000       |
| 9  | 20 januari 1992 | Ivoorkust – Zambia        | 1 – 0              | Kwartfinale     | 3.000        |
| 10 | 20 januari 1992 | Ghana – Congo-Brazzaville | 1 – 0              | Kwartfinale     | 15.000       |
| 11 | 23 januari 1992 | Ghana – Nigeria           | 2 – 1              | Halve finale    | 30.000       |
| 12 | 23 januari 1992 | Kameroen – Ivoorkust      | 0 – 0 (pen. 1–3)   | Halve finale    | 35.000       |
| 13 | 25 januari 1992 | Nigeria – Kameroen        | 2 – 1              | Troostfinale    | 2.000        |
| 14 | 26 januari 1992 | Ivoorkust – Ghana         | 0 – 0 (pen. 11–10) | Finale          | 47.500       |

## Afbeeldingen